# Marcos Serrano
Pour les articles homonymes, voir Serrano.
Serrano  Rodríguez est un nom espagnol. Le premier nom de famille, en général paternel, est Serrano ; le second, en général maternel, souvent omis, est Rodríguez.
Marcos Antonio Serrano Rodríguez (né le 8 septembre 1972 à Pontevedra) est un coureur cycliste espagnol. Professionnel de 1993 à 2007, il commence sa carrière dans l'équipe cycliste Kelme. C'est un coureur assez polyvalent. Il a la particularité d'être l'un des rares coureurs du peloton à avoir terminé dans le top 10 des trois grands tours : 8e du Tour d'Italie (1997), 8e du Tour d'Espagne (1997) et 10e du Tour de France (2001). En 2006, il est cité dans l'affaire Puerto.

## Palmarès
- 1989
  - Classement général de la Vuelta al Besaya
- 1995
  - 2e de la Clásica a los Puertos
- 1996
  - 3e de la Subida al Naranco
- 1997
  - 3e du Tour de La Rioja
  - 8e du Tour d'Italie
  - 8e du Tour d'Espagne
- 1998
  - Clásica a los Puertos
  - 3e du Tour de Galice
- 1999
  - Tour de Galice :
    - Classement général
    - 5e étape
- 2000
  - 1re étape du Tour de Catalogne (contre-la-montre par équipes)
  - 4e étape du Tour de France (contre-la-montre par équipes)
- 2001
  - 1re étape du Tour de Catalogne (contre-la-montre par équipes)
  - Classement général du Tour de Castille-et-León
  - 3e du Tour du Pays basque
  - 7e de Liège-Bastogne-Liège
  - 9e du Tour de France
- 2002
  - 4e étape du Tour de France (contre-la-montre par équipes)
  - 1re étape du Tour d'Espagne (contre-la-montre par équipes)
  - 2e du Grand Prix Miguel Indurain
- 2003
  - 1re étape du Tour d'Espagne (contre-la-montre par équipes)
  - 2e de la Clásica a los Puertos
- 2004
  - Milan-Turin
  - 4e de la Classique de Saint-Sébastien
  - 8e de la Flèche wallonne
- 2005
  - 18e étape du Tour de France
- 2007
  - 8e du Tour de Catalogne

## Résultats sur les grands tours

### Tour de France
8 participations
- 1998 : non-partant (18e étape)
- 1999 : 25e
- 2000 : abandon (16e étape), vainqueur de la 4e étape (contre-la-montre par équipes)
- 2001 : 9e
- 2002 : 33e, vainqueur de la 4e étape (contre-la-montre par équipes)
- 2003 : 68e
- 2004 : 54e
- 2005 : 40e, vainqueur de la 18e étape

### Tour d'Italie
2 participations
- 1997 : 8e
- 2006 : abandon (13e étape)

### Tour d'Espagne
11 participations
- 1994 : 40e
- 1995 : 11e
- 1996 : 11e
- 1997 : 8e
- 1998 : 10e
- 1999 : 34e
- 2001 : abandon (2e étape)
- 2002 : 38e, vainqueur de la 1re étape (contre-la-montre par équipes)
- 2003 : 14e, vainqueur de la 1re étape (contre-la-montre par équipes)
- 2004 : 12e
- 2005 : 18e

## Classements mondiaux
| Année           | 2007 |
| --------------- | ---- |
| UCI Europe Tour | 670e |